# 펄라 크리스탈

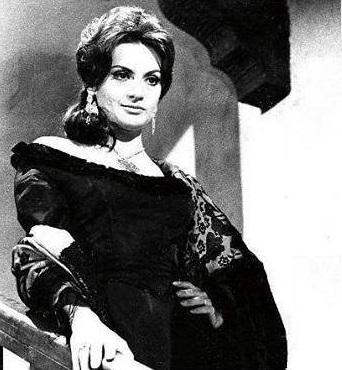

펄라 크리스탈(Perla Cristal, 1937년 9월 29일 ~ )은 아르헨티나의 배우이다.
아르헨티나에서 태어났다.

## 영화
- 블랙 펄 (1977년)
- 엘 코미사리오 G. 엔 엘 카소 델 카바레 (1975년)
- 신디케이트 워 (1973년)
- 늑대인간의 분노 (1972년)
- 샤라즈 (1968년)
- 크리스마스 키드 (1967년)
- 077 - 첩보작전 (1965년)
- 검은 튤립 (1964년)
- 베니스의 복수 (1964년)